# Gudungsklackarna
Gudungsklackarna är klippor i Finland.   De ligger i landskapet Nyland, i den södra delen av landet, 80 km sydväst om huvudstaden Helsingfors.
Terrängen runt Gudungsklackarna är mycket platt.  Närmaste större samhälle är Ekenäs, 19,5 km nordväst om Gudungsklackarna. 